# Intercosmos

Simbolo del programma

Intercosmos (in russo Интеркосмос?, Interkosmos) fu un programma spaziale sovietico promosso al fine di permettere alle forze armate dei paesi aderenti al patto di Varsavia di partecipare a missioni di esplorazione spaziali.
Tra il 1978 e il 1991 volarono 18 astronauti non sovietici nelle missioni Sojuz.
Durante il programma furono lanciati anche alcuni satelliti artificiali.

## Missioni con equipaggio
| Data                               | Foto                                                     | Cosmonauta                       | Paese          | Missione    | Simbolo missione | Note                                |
| ---------------------------------- | -------------------------------------------------------- | -------------------------------- | -------------- | ----------- | ---------------- | ----------------------------------- |
| 2 marzo 1978                       |                                                          | Vladimír Remek                   | Cecoslovacchia | Sojuz 28    |                  | [ 2 ] [ 3 ] [ 4 ] [ 5 ] [ 6 ] [ 7 ] |
| 27 giugno 1978                     |                                                          | Mirosław Hermaszewski            | Polonia        | Sojuz 30    |                  | [ 2 ] [ 3 ] [ 8 ]                   |
| 26 agosto 1978                     |                                                          | Sigmund Jähn                     | Germania Est   | Sojuz 31    |                  | [ 2 ] [ 3 ] [ 9 ] [ 10 ]            |
| 10 aprile 1979                     |                                                          | Georgi Ivanov                    | Bulgaria       | Sojuz 33    |                  | [ 2 ] [ 3 ] [ 4 ] [ 11 ] [ 12 ]     |
| 26 maggio 1980                     |                                                          | Bertalan Farkas                  | Ungheria       | Sojuz 36    |                  | [ 2 ] [ 3 ] [ 4 ] [ 13 ] [ 14 ]     |
| 23 luglio 1980                     |                                                          | Phạm Tuân                        | Vietnam        | Sojuz 37    |                  | [ 2 ] [ 3 ] [ 4 ]                   |
| 18 settembre 1980                  | Arnaldo Tamayo Berlin 2018.jpg                           | Arnaldo Tamayo Méndez            | Cuba           | Sojuz 38    |                  | [ 2 ] [ 3 ] [ 4 ] [ 15 ] [ 16 ]     |
| 23 marzo 1981                      |                                                          | Žùgdėrdėmidijn Gùrragčaa         | Mongolia       | Sojuz 39    |                  | [ 2 ] [ 3 ] [ 4 ] [ 17 ] [ 18 ]     |
| 14 maggio 1981                     |                                                          | Dumitru Prunariu                 | Romania        | Sojuz 40    |                  | [ 2 ] [ 3 ] [ 4 ] [ 19 ]            |
| Missioni internazionali successive |                                                          |                                  |                |             |                  |                                     |
| 24 giugno 1982                     |                                                          | Jean-Loup Chrétien               | Francia        | Sojuz T-6   |                  | [ 2 ] [ 3 ] [ 4 ] [ 20 ]            |
| 2 aprile 1984                      |                                                          | Rakesh Sharma                    | India          | Sojuz T-11  |                  | [ 2 ] [ 3 ] [ 4 ] [ 21 ] [ 22 ]     |
| 22 luglio 1987                     |                                                          | Muhammad Ahmed Faris             | Siria          | Sojuz TM-3  |                  | [ 2 ] [ 4 ] [ 23 ] [ 24 ]           |
| 6 luglio 1988                      |                                                          | Aleksandăr Panajotov Aleksandrov | Bulgaria       | Sojuz TM-5  |                  | [ 3 ] [ 25 ]                        |
| 29 agosto 1988                     |                                                          | Abdul Ahad Momand                | Afghanistan    | Sojuz TM-6  |                  | [ 3 ] [ 4 ] [ 26 ]                  |
| 26 novembre 1988                   |                                                          | Jean-Loup Chrétien               | Francia        | Sojuz TM-8  |                  | [ 3 ] [ 20 ] [ 27 ]                 |
| 2 dicembre 1990                    | Toyohiro-Akiyama-First-Japanese-Person-in-Space-1990.png | Toyohiro Akiyama                 | Giappone       | Sojuz TM-11 |                  | [ 3 ] [ 4 ] [ 28 ]                  |
| 18 maggio 1991                     | Dr. Helen Sharman.jpg                                    | Helen Sharman                    | Regno Unito    | Sojuz TM-12 |                  | [ 3 ] [ 4 ] [ 29 ] [ 30 ]           |
| 2 ottobre 1991                     |                                                          | Franz Viehböck                   | Austria        | Sojuz TM-13 |                  | [ 3 ] [ 31 ] [ 32 ] [ 33 ]          |

## Primati
- Vladimír Remek è stato il primo uomo non sovietico e non statunitense ad esser inviato nello spazio,[5] e la Repubblica Socialista Cecoslovacca fu il terzo paese ad aver inviato un uomo nello spazio dopo URSS e USA.
- Secondo l'Agenzia spaziale europea, Sigmund Jähn è stato il primo europeo nello spazio;[10]
- Phạm Tuân è stato il primo cosmonauta asiatico non sovietico;[4]
- Arnaldo Tamayo Méndez è stato il primo cosmonauta latinoamericano, ispanico e di colore;[4][15][16]
- Jean-Loup Chrétien è stato il primo astronauta di un paese ESA ad esser lanciato nello spazio (1982) ed il primo europeo occidentale a compiere un'attività extraveicolare (1988);[27]
- Toyohiro Akiyama è stato il primo giornalista ad esser andato nello spazio e il primo cosmonauta ad esser sponsorizzato da un'azienda privata, la Tokyo Broadcasting System Television.[28][34]
- Helen Sharman è stata la prima donna europea occidentale ad esser inviata nello spazio, nonché la prima persona e la prima donna ad esser inviata dal Regno Unito;[4][29][30]